# Robert Kohlrausch
Robert Kohlrausch (* 14. Oktober 1850 in Hannover; † 3. März 1934 in München) war ein deutscher Architekt und später Journalist und Autor von Kriminalromanen zu Beginn des 20. Jahrhunderts.

## Leben
Kohlrausch studierte in den Jahren 1869 bis 1874 an der Polytechnischen Schule in Hannover unter anderem bei Conrad Wilhelm Hase Vor seinem Wechsel zum Journalismus arbeitete er als Regierungsbauführer. Danach wurde er Redakteur beim Hannoverscher Courier. Sein Debütroman 1901 trug den Titel Das Haus der Witwe, dem 1903 eine Parodie auf Sherlock Holmes, In der Dunkelkammer, folgte. Sein Werk Deutsche Denkstätten in Italien erlebte mehrere Auflagen. Diesem folgten weitere Bände zur Herrschaft germanischer Fürsten und deutscher Kaiser in Italien.

## Werke
- 1896: Der Fremde,  Roman. R. Lutz, Stuttgart.
- 1901: Das Haus der Witwe.
  - 5. Auflage 1916: Im Haus der Witwe. Robert Lutz, Stuttgart; ebenso: 6. Auflage 1918.
- 1903: In der Dunkelkammer.
- 1903: Klassische Dramen und ihre Stätten mit Illustrationen von Peter Schnorr. Verlag Robert Lutz, Stuttgart. Internet Archive.
- 1909: Deutsche Denkstätten in Italien, mit Illustrationen von Alfred H. Pellegrini. Robert Lutz, Stuttgart. online
- 1915: Das Gespenst von Amalfi.
- 1917: Medea, Roman. Hilger, Berlin/Leipzig.
- 1919: Das große Geheimnis, Roman. List, Leipzig.
- 1922: Der Hund mit den blauen Pfoten, Detektivroman, J. Singer, Leipzig.
- 1923: Xaver Stielers Tod, Kriminalroman, J. Singer, Leipzig.
- 1926: Herrschaft und Untergang der Hohenstaufen in Italien, erzählt von Robert Kohlrausch. Eugen Diederichs, Jena.
- 1927: Das Geheimnis des Wassers, Kriminalroman, Eden-Verlag, Berlin.
- 1928: Herrschaft und Untergang der Goten in Italien: Aus den Quellen, erzählt von Robert Kohlrausch. Eugen Diederichs, Jena.
- 1935: Deutsches Heldentum in Italien: Kriegs-, kultur- und kunstgeschichtliche Wanderungen auf den Spuren der Goten, Langobarden und Hohenstaufen. Lutz Nachf. O. Schramm, Stuttgart.

### Herausgeber
- Aus Weimars klassischer und nachklassischer Zeit. Erinnerungen eines alten Schauspielers von Eduard Genast. Stuttgart 1904. online